# Direct Blue 218
C.I. Direct Blue 218 ist ein Disazo- und Kupferkomplexfarbstoff aus der Gruppe der Direktfarbstoffe, der unter anderem in der Textil- und Papierbranche zum Färben verwendet wird.

## Eigenschaften
Direct Blue 218 ist als krebserregend bekannt.

## Regulierung
Über den Safe Drinking Water and Toxic Enforcement Act of 1986 besteht in Kalifornien seit 26. August 1997 eine Kennzeichnungspflicht, wenn Direct Blue 218 in einem Produkt enthalten ist.

## Externe Links zu erwähnten Verbindungen
1. ↑  Externe Identifikatoren von bzw. Datenbank-Links zu Direct-Blue-218-Anion:  CAS-Nr.: 289915-32-8, PubChem: 165363701, Wikidata: Q131623058.
2. ↑  Externe Identifikatoren von bzw. Datenbank-Links zu Direct Blue 218 Variante mit Diethanolamin:  CAS-Nr.: 73070-37-8, EG-Nr.: 277-272-4, ECHA-InfoCard: 100.070.227, Wikidata: Q112074550.